# Селяни (село)
Селяни (словац. Seľany) — село, громада округу Вельки Кртіш, Банськобистрицький край, центральна Словаччина, регіон Гонт. Кадастрова площа громади — 7,61 км².
Населення 188 осіб (станом на 31 грудня 2017 року).

## Історія
Селяни вперше згадується в 1268 році.

## Населення
| Рік:            | 1994. | 2004.   | 2014.    | 2024.    |
| --------------- | ----- | ------- | -------- | -------- |
| Кількість осіб: | 253   | 235     | 197      | 140      |
| Різниця:        |       | -7,11 % | -16,17 % | -28,93 % |

| Рік:            | 2023. | 2024.   |
| --------------- | ----- | ------- |
| Кількість осіб: | 146   | 140     |
| Різниця:        |       | -4,10 % |